# 小趾外転筋
小趾外転筋（しょうしがいてんきん、Abductor digiti minimi muscle）は人間の下肢の筋肉で小趾の外転、屈曲を行う。
踵骨隆起の外側突起、踵骨の下面、第5中足骨粗面および足底腱膜から起こり、小趾基節骨で停止する。